# Três Pontes
Três Pontes é um distrito do município brasileiro de Amparo, no interior do estado de São Paulo.

## História

### Origem
O povoado que deu origem ao distrito se desenvolveu ao redor da estação ferroviária Três Pontes, inaugurada pela Companhia Mogiana de Estradas de Ferro em 02/03/1890.

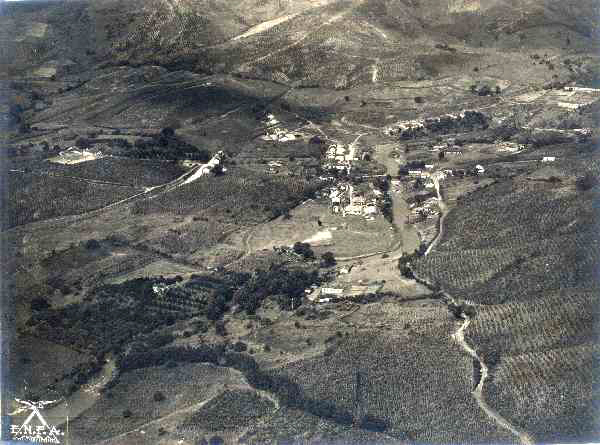
Vista aérea (década de 40).

O distrito tem esse nome porque na parte baixa do povoado existiam três pontes juntas, formando um triângulo, e a estação ficava a cerca de 500 metros desse ponto.

### Formação administrativa
- Distrito criado pela Lei n° 3.198 de 23/12/1981, com sede no bairro de igual nome e com território desmembrado do distrito sede de Amparo[4][5].

## Geografia

### Localização
Sua área urbana está localizada bem na divisa dos municípios de Amparo e Monte Alegre do Sul.

### Demografia

#### População urbana
| Crescimento população urbana | Crescimento população urbana | Crescimento população urbana | Crescimento população urbana |
| Censo                        | Pop.                         |                              | %±                           |
| ---------------------------- | ---------------------------- | ---------------------------- | ---------------------------- |
| 1980                         | 456                          |                              | —                            |
| 1991                         | 511                          |                              | 12,1%                        |
| 2000                         | 848                          |                              | 65,9%                        |
| 2010                         | 1 256                        |                              | 48,1%                        |
| Fonte: IBGE e Fundação SEADE |                              |                              |                              |

#### População total
Pelo Censo 2010 (IBGE) a população total do distrito era de 1 708 habitantes.

### Área territorial
A área territorial do distrito é de 4,808 km².

### Rodovias
O principal acesso ao distrito é a estrada vicinal que liga as cidades de Amparo e Monte Alegre do Sul, com início na Rodovia Engenheiro Geraldo Mantovani (SP-360).

### Hidrografia
Localiza-se às margens do Rio Camanducaia.

## Serviços públicos

### Administração
A administração do distrito é feita pela Subprefeitura de Três Pontes.
| Nome                      | Nomeação   |
| ------------------------- | ---------- |
| Valdemar B. Alves Cardoso | 14/05/1986 |
| Antonio Carlos Nogueira   | 12/01/1989 |
| Antonio Carlos Cenatti    | 13/07/1992 |
| Fausto Camilotti          | 05/01/1993 |
| Idenis D. O. Estafocher   | 18/01/1995 |
| Luiz Roberto da Silva     | 01/01/1997 |
| Argeu Luis Volpato        | 02/01/2001 |
| Idenis D. O. Estafocher   | 20/12/2004 |
| Argeu Luis Volpato        | 01/01/2005 |
| Marcelo Guidi             | 02/06/2011 |
| Jose Candido de Castro    | 02/07/2012 |
| Antonio Arsuffi           | 13/02/2013 |
| Rosana Maria Rossi        | 11/04/2016 |
| Alexandre Rogerio Poppi   | 02/05/2021 |

### Registro civil
Feito na sede do município, pois o distrito não possui Cartório de Registro Civil das Pessoas Naturais.

### Saneamento
O serviço de abastecimento de água é feito pelo Serviço Autônomo de Água e Esgoto (SAAE). 

### Energia
A responsável pelo abastecimento de energia elétrica é a CPFL Paulista, distribuidora do Grupo CPFL Energia.

### Telecomunicações
O distrito era atendido pela Telecomunicações de São Paulo (TELESP), que inaugurou a central telefônica utilizada até os dias atuais. Em 1998 esta empresa foi vendida para a Telefônica, que em 2012 adotou a marca Vivo para suas operações.

## Atividades econômicas

### Indústrias
A principal indústria do distrito é a Fernandez S/A - Indústria de Papel.

## Religião

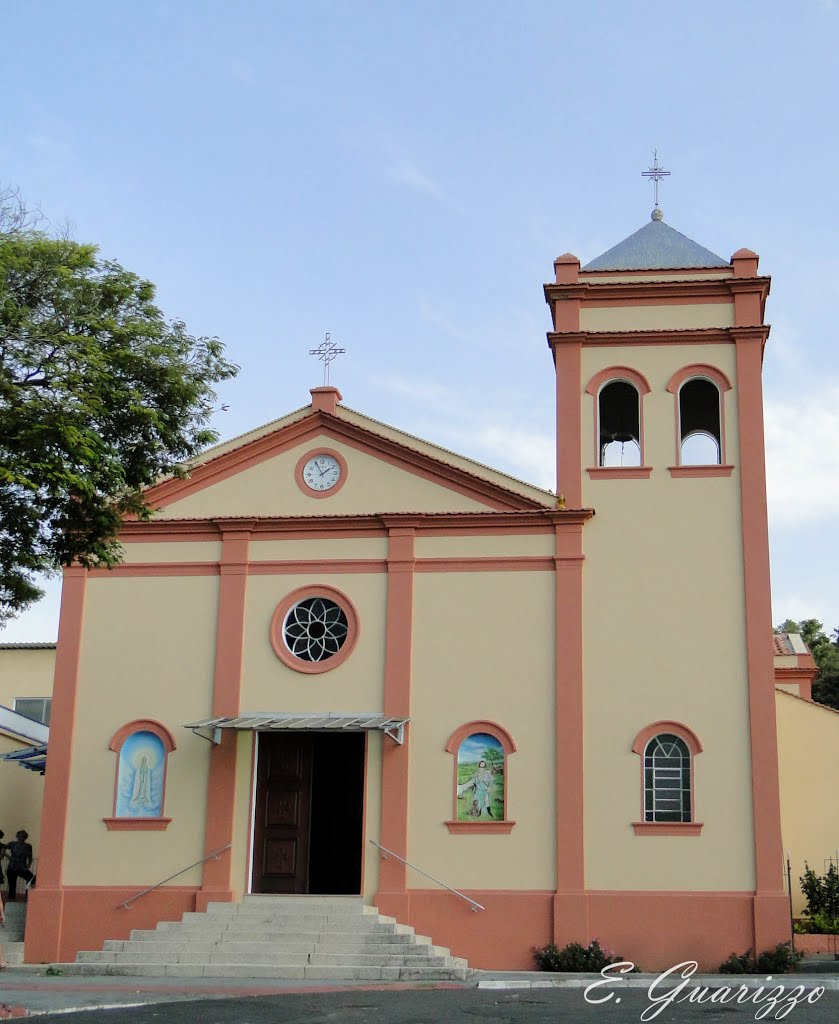
Igreja.

O Cristianismo se faz presente no distrito da seguinte forma:

### Igreja Católica
- A igreja faz parte da Diocese de Amparo[18].

### Igrejas Evangélicas
- Congregação Cristã no Brasil[19].